# Biuro Odbudowy Stolicy
Das Biuro Odbudowy Stolicy (kurz: BOS, deutsch: Büro zum Wiederaufbau der Hauptstadt) wurde am 14. Februar 1945 per Dekret des staatlichen Nationalrates Polens gegründet, um das während des Zweiten Weltkrieges großteils zerstörte Warschau wieder aufzubauen.

## Geschichte

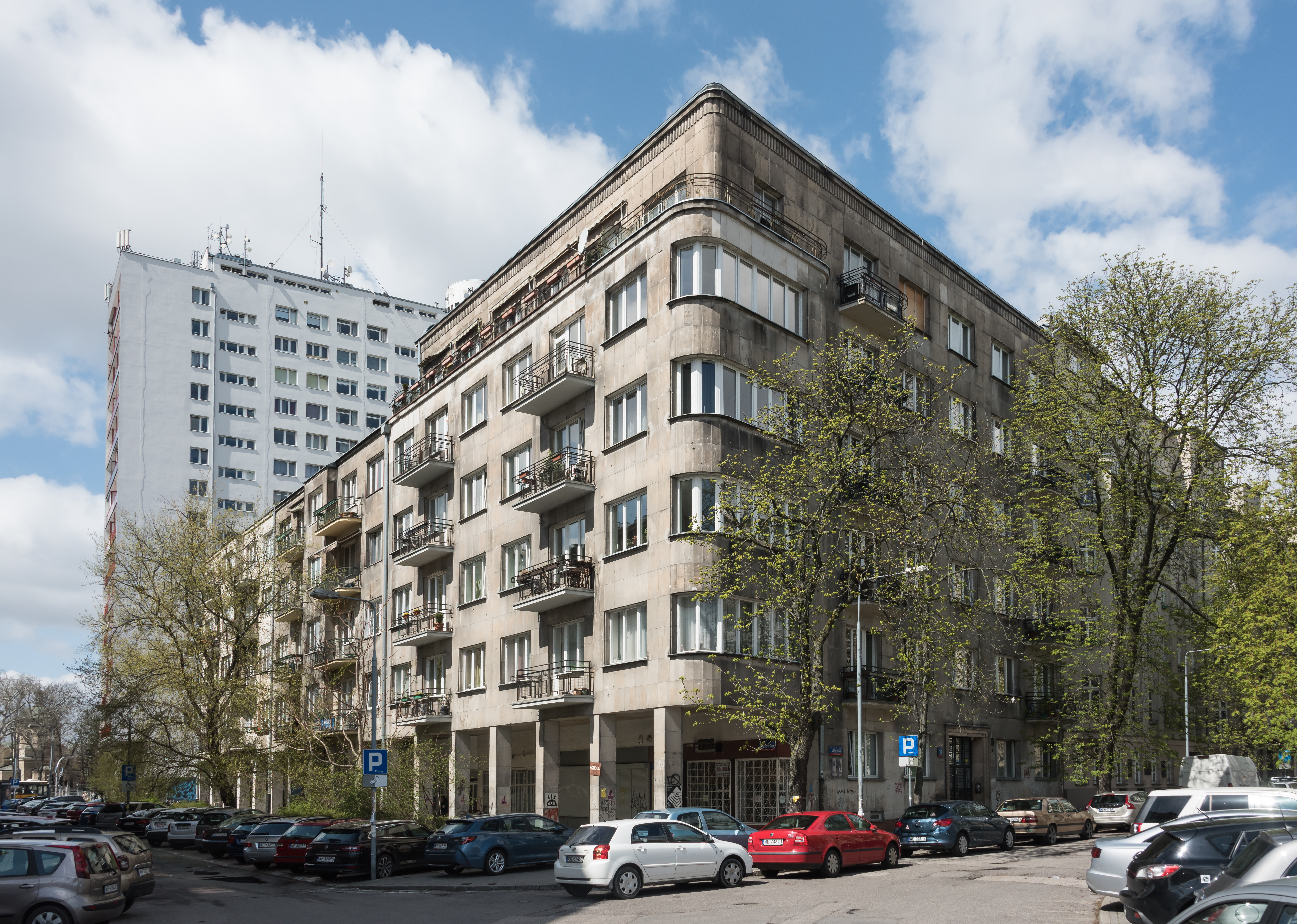

Der offiziellen Gründung des Büros ging die Erstellung einer Operationsgruppe Warschau am 14. Januar 1945 in Lublin (Sitz des Lubliner Komitees) voraus. Sie bestand aus den Architekten Józef Sigalin, Lech Niemojewski und Bohdan Lachert. Die Gruppe reiste kurz darauf nach Warschau, wo sie sich um die Architekten Jan Zachwatowicz, Piotr Biegański und Stanisław Albrecht vergrößerte. Gemeinsam mit Marian Spychalski wurde am 22. Januar 1945 das Büro eröffnet, dessen Leitung zunächst Zachwatowicz übernahm. Auch wenn das Büro nun bereits Geld und Räume in der Ulica Skolimowska 2 erhielt, wurde es erst drei Wochen später unter leicht geändertem Namen formell gegründet.
Als Leiter des Büros wurde Roman Piotrowski und als sein Stellvertreter Sigalin (später auch Szymon Syrkus) bestimmt. Jan Olaf Chmielewski übernahm die Stadtplanung, Albrecht, Zygmunt Skibniewski und Wacław Ostrowski wurden zu seinen Stellvertretern ernannt. Bis zum Sommer 1945 wuchs der Personalbestand des Büros auf 1422 Mitarbeiter, darunter 351 Architekten und Ingenieure. Neben der Bestandsaufnahme von Zerstörungen (besonders auch der unterirdischen Leitungsnetze, denen beim Wiederaufbau eine wichtige und vorrangige Rolle zufallen sollte) und der Erstellung der zukünftigen Stadtplanung, die auch Vorkriegsplanungen einbeziehen sollte, oblag dem Büro der Erhalt und der Instandsetzung historischer Bauten.

### Tätigkeit
Bereits im März 1945 wurde von einer Arbeitsgruppe unter Zygmunt Stępiński der erste Generalplan vorgelegt, in dem die Innenstadt als zukünftiges Verwaltungs- und Dienstleistungszentrum bestimmt wurde. Die geplante Entwicklung war zunächst von den in den 1930er Jahren entwickelten Ideen des Funktionalismus geprägt. Als wichtigste Verkehrsachsen sollten die bereits vorhandene Ulica Marszałkowska in Nord-Süd- und die Aleje Jerozolimskie in Ost-West-Richtung fungieren. Unter den Vorgaben des Büros wurde in den Jahren 1947 bis 1949 als weitere Ost-West-Trasse die moderne Schnellstraße Trasa W-Z mit ihrem den Schlossplatz unterführenden Tunnel errichtet. Auch die heutige Aleja Jana Pawła II wurde neu trassiert. Am 22. Juli 1946 wurde die rekonstruierte Poniatowski-Weichsel-Brücke wiedereröffnet. Bis 1952 wurden große Teile des historischen Warschaus aus dem 17. und 18. Jahrhundert wieder aufgebaut: die weitgehend zerstörten Gebäude an der Krakowskie Przedmieście, an der Nowy Świat, an der Ulica Miodowa, an der Ulica Senatorska, an der Ulica Długa, am Plac Teatralny, am Plac Bankowy sowie in der Altstadt wurden wieder errichtet. Verantwortlich für diesen Wiederaufbau (häufig unter Zuhilfenahme von alten Stadtansichten Canalettos) war die Abteilung Denkmalsarchitektur (polnisch: Wydział Architektury Zabytkowej) unter der Leitung von Zachwatowicz und Biegański.
Die Arbeit des Büros wurde mit erheblichen Mitteln des Landes unterstützt. Bis 1948 wurden dem entsprechenden Etat (Społeczny Fundusz Odbudowy Stolicy) 3,4 Milliarden Złoty zur Verfügung gestellt.

### Auseinandersetzungen
Innerhalb des Büros wie auch in der Warschauer Stadtplaner- und Architektenszene gab es heftige Diskussionen über das Ausmaß des Wiederaufbaus des alten Warschaus. Oft konnten sich diejenigen, die teilzerstörte Gebäude erhalten und sanieren wollten, nicht durchsetzen. So ließ das Büro aufbaufähige Strukturen in den Straßen Ulica Chłodna, Ulica Elektoralna, Ulica Ogrodowa, Ulica Biała, Ulica Leszno zugunsten der Errichtung von Neubauten beseitigen. Vor allem jüngere Architektur aus vom Ende des 19. und Beginn des zum 20. Jahrhunderts wurde wenig geschätzt. Besonders umstritten war die Entscheidung, in Vorbereitung einer Fläche zur Anlage des großdimensionierten Kulturpalastes, ein ganzes Stadtviertel zu eliminieren. Aber auch beim Wiederaufbau von historischen Gebäuden setzten sich häufig ideologisch geprägte Vertreter des Büros durch, sodass früher vorhandener Fassadenschmuck oder großbürgerlich anmutende Balkone nicht wiederhergestellt wurden.

### Liquidation und Vermächtnis
Die Institution wurde auf Basis eines Dekrets vom 6. September 1950 im Jahr 1951 liquidiert. Etwa zeitgleich mit der Einstellung des Büros wurde der Sozialistische Realismus zur vorherrschenden Doktrin.
Sämtliche Unterlagen des Büros (rund 14.500 Aktenordner und Sammelmappen) sind heute im Staatlichen Archiv in Warschau eingelagert. Sie dokumentieren im Detail die Zerstörung der Stadt nach dem Krieg und den Wiederaufbau in den Jahren 1945 bis 1953 und bilden so ein einmaliges Quellenwerk. Die Sammlung wurde zum Eintrag in das Memory-of-the-World-Register der UNESCO empfohlen.